# Laura Tomlinson
Laura Tomlinson geboren als Laura Bechtolsheimer (Mainz, 21 januari 1985) is een Britse amazone, die gespecialiseerd is in dressuur. Tomlinson nam deel aan de Olympische Zomerspelen 2008 en behaalde toen de 21ste plaats individueel en de vijfde plaats in de landenwedstrijd. Tomlinson behaalde twee zilveren individueel en een zilveren medaille in de landenwedstrijd tijdens de Wereldruiterspelen 2010. Twee jaar later tijdens de Olympische Zomerspelen 2012 behaalde Tomlinson de gouden medaille in de landenwedstrijd en de bronzen medaille individueel.

## Resultaten
- Wereldruiterspelen 2006 in Aken 21e in de dressuur grand prix special met Douglas Dorsey
- Wereldruiterspelen 2006 in Aken 6e in de dressuur landenwedstrijd met Douglas Dorsey
- Olympische Zomerspelen 2008 in Hongkong 21e dressuur met Mistral Hojris
- Olympische Zomerspelen 2008 in Hongkong 5e landenwedstrijd dressuur met Mistral Hojris
- Wereldruiterspelen 2010 in Lexington  in de dressuur grand prix special met Mistral Hojris
- Wereldruiterspelen 2010 in Lexington  in de dressuur dressuur grand prix freestyle met Mistral Hojris
- Wereldruiterspelen 2010 in Lexington  in de dressuur landenwedstrijd met Mistral Hojris
- Olympische Zomerspelen 2012 in Londen  dressuur met Mistral Hojris
- Olympische Zomerspelen 2012 in Londen  landenwedstrijd dressuur met Mistral Hojris

1928: von Langen, Linkenbach, Lotzbeck ·
1932: Lesage, Marion, Jousseaume ·
1936: Pollay, Gerhard, Oppeln-Bronikowski ·
1948: Jousseaume, Saint-Fort Paillard, Buret ·
1952: Saint Cyr, Boltenstern, Persson ·
1956: Saint Cyr, Boltenstern, Persson ·
1964: Boldt, Klimke, Neckermann ·
1968: Neckermann, Klimke, Linsenhoff ·
1972: Petoesjkova, Kizimov, Kalita ·
1976: Boldt, Klimke, Grillo ·
1980: Kovsjov, Oegrjoemov, Misevitsj ·
1984: Klimke, Sauer, Krug ·
1988: Klimke, Linsenhoff, Theodorescu, Uphoff ·
1992: Balkenhol, Uphoff, Theodorescu, Werth ·
1996: Balkenhol, Schaudt, Theodorescu, Werth ·
2000: Werth, Capellmann, Salzgeber, Simons-de Ridder ·
2004: Kemmer, Schmidt, Schaudt, Salzgeber ·
2008: Kemmer, Capellmann, Werth ·
2012: Hester, Bechtolsheimer, Dujardin ·
2016: Rothenberger, Schneider, Bröring-Sprehe, Werth ·
2020: von Bredow-Werndl, Schneider, Werth ·
2024: Wandres, von Bredow-Werndl, Werth
- Library of Congress Control Number: nr2007011427
- Virtual International Authority File: 12273803
- WorldCat: E39PCjJG6CwgjBBqp86XcqF3gq